# Niconico
Niconico (ニコニコ, Nikoniko; lit. "Sorriso"; anteriormente Nico Nico Douga (ニコニコ動画, Niko Niko Dōga); abreviado como Nico-dō) é um serviço de armazenamento de vídeo japonês online. "Niconico" ou "nikoniko" é uma palavra japonesa para sorriso. Até setembro de 2015, Niconico era o 10.º sítio eletrônico mais visitado do Japão, de acordo com os rankings de tráfego do Alexa. O sítio venceu o Prêmio Good Design Japonês em 2007 e recebeu uma Menção Honrosa na categoria Comunidades Digitais na Prix Ars Electronica 2008.

## Recursos
Os usuários podem fazer upload, visualizar e compartilhar videoclipes. Ao contrário de outros sítios de compartilhamento de vídeo, no entanto, os comentários são sobrepostos diretamente no vídeo, sincronizados com os tempos de reprodução específicos. Esse recurso permite que os comentários respondam diretamente aos eventos que ocorrem no vídeo, em sincronia com o espectador — criando uma sensação de uma experiência de exibição compartilhada.
Juntamente com Hiroyuki Nishimura atuando como diretor em Niwango até fevereiro de 2013, a atmosfera e o contexto cultural de Niconico estão próximos dos canais 2channel ou Futaba Channel. Muitos vídeos populares neste sítio têm gostos otaku, como anime, jogos de computador e música pop. Niconico oferece um recurso para os usuários (não apenas o remetente do vídeo) marcarem vídeos. Cada vídeo pode ter até onze tags, das quais até cinco o remetente pode bloquear. Frequentemente, essa funcionalidade pode ser usada não apenas como categorização, mas também como comentário crítico, sátira ou outro humor relacionado ao conteúdo do vídeo. O sítio também é conhecido por seus vídeos MAD e suas medleys de canções populares no sítio, mais notavelmente Kumikyoku Nico Nico Douga. Niconico também distribuiu alguns ONAs, como Candy Boy, Tentai Senshi Sunred e Penguin Musume Heart.

## História

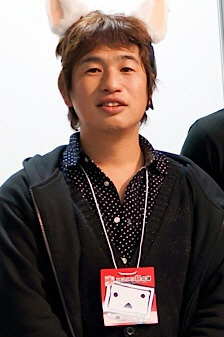
Nobuo Kawakami, fundador e CEO da Niconico

A primeira versão do Niconico usou o YouTube como fonte de vídeo. Quando o sítio cresceu, a infraestrutura de servidores do YouTube ficou tensa devido ao aumento do tráfego e da largura de banda, forçando o YouTube a bloquear o acesso do Niconico. Como resultado, Niconico interrompeu as operações, mas duas semanas depois, o sítio foi relançado com um servidor de vídeo local. Em 7 de maio de 2007, Niconico anunciou uma versão para celular do sítio. Desde 9 de agosto de 2007, o "Nico Nico Douga (RC) Mobile" atende serviços de celulares da NTT DoCoMo e au.
Em 31 de outubro de 2011, Niconico tinha mais de 23 690 000 usuários registrados, 6 870 000 usuários móveis e 1 390 000 usuários premium. Devido à capacidade limitada do servidor, o Niwango limita o número de usuários gratuitos que podem acessar o sítio nos horários de pico (19:00 às 02:00), com base no horário do registro. O sítio é em japonês e a maior parte do tráfego é do Japão, embora aproximadamente quatro por cento sejam de fora do Japão, notadamente um por cento de Taiwan. Niconico lançou uma versão taiwanesa do sítio em 18 de outubro de 2007. Em julho de 2008, Niconico lançou versões do sítio em alemão e espanhol seguidas por uma atualização para a versão em Taiwan. Uma versão em inglês foi adicionada em 17 de outubro de 2012, substituindo o sítio Niconico.com, com funcionalidade de tradução que permite aos usuários traduzir descrições de vídeo para inglês ou chinês.
Em 27 de abril de 2012, Nico Nico Douga anunciou que seria renomeado como Niconico. O sítio também introduziu uma nova atualização "Zero", que melhora a resolução do vídeo, juntamente com várias outras atualizações.
Niconico foi lançado para o Nintendo Switch no Japão em 13 de julho de 2017 e foi o primeiro aplicativo de mídia de terceiros do Switch em qualquer mercado.

### Niconico.com
Em 2010, uma versão em inglês estava em andamento e, em abril de 2011, foi lançado um sítio beta em inglês, Niconico. Diferentemente da contraparte japonesa do Niconico (nicovideo.jp), o Niconico.com hospedava vídeos do YouTube, DailyMotion e Niconico. Semelhante à versão pré-2007 do Niconico, os usuários podem visualizar os vídeos hospedados por meio de uma versão do Niconico player, completa com sistemas de comentários e marcação. Mais tarde, o Niconico.com introduziu as funcionalidades de upload de vídeo e (para usuários Premium) de transmissão ao vivo. O sítio também transmitiu jogos de anime selecionados a partir de junho de 2011. Em 14 de outubro de 2011, Niconico anunciou uma parceria com a Funimation Entertainment para formar o Funico, para gerenciar o licenciamento de propriedades de anime para streaming e home video. Com a implementação dos recursos do idioma inglês no Nicovideo.jp, o Niconico.com foi aposentado em 19 de novembro de 2012 e agora é redirecionado para o sítio em japonês.
Em março de 2018, Niconico anunciou o fim dos serviços comunitários em inglês.
Em outubro e novembro de 2018, ataques DDoS de fora do Japão levaram a serviços desconectados em algumas áreas fora do país para combater esses ataques.

## Aspectos comerciais

### Renda
A principal receita de Niconico vem de assinaturas premium, anúncios e Nico Nico Ichiba (Afiliado).

#### Assinatura especial
Até o início de 2019, os usuários precisavam registrar uma conta para assistir a vídeos no Niconico. Existem dois tipos de contas registradas; contas gratuitas (nível básico) e premium (assinatura). A taxa de associação premium é de 550 ienes por mês ou 6.600 ienes por ano. Em 2 de janeiro de 2012, eles alcançaram 1 500 000 membros premium. Os usuários podem comprar uma assinatura premium via PayPal. Os usuários japoneses também podem pagar com celular, cartão de crédito, Line Pay e WebMoney.

#### Propaganda
Niconico usa o Google Ads e outros anúncios online. Em 8 de maio de 2008, a Dwango anunciou uma parceria com o Yahoo! Japão e planeja adotar anúncios relacionados à pesquisa e outros serviços relacionados ao Yahoo.

#### Nico Nico Ichiba (Afiliado)
Nico Nico Ichiba é um sistema de publicidade exclusivo no qual os usuários podem colocar banners livremente em cada página de vídeo. Remetentes e espectadores podem escolher quais itens eles desejam colocar nos banners de anúncios. Os usuários também podem saber quantos cliques cada banner acumulou e quantos itens foram comprados. As informações de classificação do número de itens comprados no Nico Nico Ichiba também são fornecidas oficialmente. Os itens disponíveis são do serviço móvel Amazon.co.jp, Yahoo Shopping e Dwango.
Em julho de 2010, Nico Nico Ichiba foi estendido ao sítio de Taiwan.

### Condição financeira
No ano fiscal do quarto trimestre de 2010 ao terceiro trimestre de 2011, Niconico teve uma receita bruta de aproximadamente 10,81 bilhões de ienes (139,1 milhões de dólares em 10 de novembro de 2011) e registrou um lucro operacional de 670 milhões de ienes (8,6 milhões de dólares).[carece de fontes?]
Em 30 de outubro de 2007, Dwango e o JASRAC (uma sociedade japonesa de detentores de direitos autorais) concordaram em formar uma parceria abrangente. Por esse contrato, a Dwango paga dois por cento de seus ganhos à JASRAC como direitos autorais.